# ۵۲۰ (میلادی)
۵۲۰ (میلادی) پانصد و بیستمین سال تقویم میلادی است.

## درگذشتگان
‎